# Thorngrafton
Thorngrafton – przysiółek w Anglii, w Northumberland, w dystrykcie (unitary authority) Northumberland, w civil parish Bardon Mill. Leży 63.2 km od miasta Alnwick, 46.8 km od miasta Newcastle upon Tyne i 414 km od Londynu. W 1951 roku civil parish liczyła 267 mieszkańców.